# Ex Orfanotrofio femminile di Roma
L'ex Orfanotrofio femminile di Roma, detto anche Orfanotrofio della Marcigliana, è situato in zona Marcigliana, nella tenuta Bufalotta, su via Bartolomea Capitanio.

## Storia
Venne costruito su iniziativa del senatore Carlo Scotti nella tenuta della Colonia Agricola Romana della Bufalotta, su terreni di proprietà del Pio Istituto della Santissima Annunziata di Roma, all'interno della Riserva naturale della Marcigliana.
Inizialmente venne adibito a orfanotrofio femminile e, nel dopoguerra, venne convertito in ospedale geriatrico per poi chiudere definitivamente negli anni 80, lasciando l'edificio in stato di abbandono.
Nel 1977 vi fu girato un episodio del film I nuovi mostri e nel 1978 le scene nel manicomio del film La banda del gobbo, dove la struttura compare denominata "Ospedale psichiatrico Santa Maria della Pietà".